# Parafia Miłosierdzia Bożego w Reszkach
Parafia Miłosierdzia Bożego w Reszkach – parafia rzymskokatolicka znajdująca się w archidiecezji warmińskiej, w dekanacie Ostróda.